# Chiesa di Maria Regina Pacis (Milano)
La chiesa di Maria Regina Pacis è una chiesa parrocchiale cattolica di Milano, posta nel quartiere Gallaratese.

## Storia
Per servire le necessità spirituali del nuovo quartiere Gallaratese, allora in fase di rapida espansione edilizia e demografica, nel 1961 l'arcivescovo Montini istituì una nuova parrocchia, intitolata a Maria Regina Pacis.
La chiesa parrocchiale venne costruita nel 1966 su progetto di mons. Valerio Vigorelli, architetto della Scuola Beato Angelico.

## Descrizione
La chiesa ha la forma di un prisma poligonale e si innalza sopra un basso volume parallelepipedo che contiene i locali parrocchiali.
Le pareti esterne sono in mattoni a vista, fatta eccezione per lo spigolo frontale interamente vetrato; le vetrate, opera di Ernesto Bergagna, hanno un motivo a dischi geometrici astratti, sui toni del verde e del blu.
L'interno è a navata unica, di forma vagamente romboidale; ai lati dell'ingresso sono posizionati la cappella feriale e il battistero.

### Fonti
- Elena Pedrali, Maria Regina Pacis, in Cecilia De Carli (a cura di), Le nuove chiese della Diocesi di Milano, 1945-1993, Milano, Vita e Pensiero, 1994,  p. 194, ISBN 88-343-3666-6.

### Ulteriori approfondimenti
- L. G. Hendel, La chiesa sul poggio, in Nuove Chiese, n. 3, 1968,  pp. 55-62.
- P. Lugaro, Un segno di fede sulla città, in Diocesi di Milano, n. 11, 1975,  pp. 478-479.
- A. Villani, Chiese dei nuovi quartieri in Milano e nell'area metropolitana, in Città e Società, agosto 1982,  pp. 183-187.